# Trento
Trento (în italiană Trento, germană Trient, latină Tridentum) este un oraș în regiunea Trentino-Tirolul de Sud a Italiei. Este capitala regiunii precum și a Provinciei Autonome Trento.

## Orașul
În 2001 orașul avea o populație de 104.946 locuitori. Regiunea este aproape complet muntoasă și are o suprafață de 6.207 km² și o populație de 477.017 locuitori (2001).
Se află pe autostrada A22-E45 spre Verona și spre Bolzano/Bozen, Innsbruck și München.
Inițial a fost o așezare celtă cucerită de romani (Tridentum). Trento a devenit celebru datorită Conciliului de la Trento (1545-1563), prin care a început Contrareforma (Reforma catolică). Se află la 257 m deasupra nivelului mării, este situat la 102 km nord de orașul Verona și la 116 km de orașul Brescia.

## Personalități marcante
- Matthias Gallas (1584 – 1647), feldzeugmeister;
- Giacomo Bresadola (1847 – 1929), preot și micolog;
- Alcide De Gasperi (1881 – 1954), politician;
- Antonio Pedrotti (1901 – 1975), compozitor și dirijor;
- Stefano Bonfanti (1910 – 2005), poet și literat;
- Chiara Lubich (1920 - 2008), activistă italiană catolică;
- Bruno Cetto (1921 - 1991), inginer și micolog;
- Laura Trotter (n. 1950), actriță;
- Franco Mezzena (n. 1953), violonist și dirijor;
- Francesca Neri (n. 1964), actriță;
- Matteo Anesi (n. 1984), patinator viteză;
- Francesca Dallapé (n. 1986), săritoare în apă, medaliată olimpic;
- Claudia Andreatti (n. 1987), moderatoare TV și fotomodel italian, Miss Italia în 2006.

## Demografie
Trento - evoluția demografică

|  | Graficele sunt indisponibile din cauza unor probleme tehnice. Mai multe informații se găsesc la Phabricator și la wiki-ul MediaWiki. |

Date: Recensăminte sau birourile de statistică - grafică realizată de Wikipedia